# Dichopogon strictus
Dichopogon strictus là một loài thực vật có hoa trong họ Măng tây. Loài này được (R.Br.) Baker mô tả khoa học đầu tiên năm 1876.